# The Master Key (киносериал, 1914)
«The Master Key» — американский драматический фильм Роберта З. Леонарда.

## Сюжет
Джеймс Галлон со своим напарником Уилкерсоном ищут золото. Галлон совершая удачный ход и скрывает это от Уилкерсона. Однажды вечером они сидят у костра и Уилкерсон хочет пить. Удовлетворив свою потребность, он засыпает. Галлон, в свою очередь, отходит от него и начинает строить план своей грандиозной находки...

## В ролях
| Актёр             | Роль             |
| ----------------- | ---------------- |
| Роберт З. Леонард | Джон Дор         |
| Элла Холл         | Руф Галлон       |
| Гарри Картер      | Гарри Уилкерсон  |
| Джин Хэтэуэй      | Джон Дарнелл     |
| Альфред Хикман    | Чарльз Эверетт   |
| Уилбур Хигби      | Том Галлон       |
| Чарльз Мэнли      | Том Кейн         |
| Джек Холт         | Дональд Фавершем |